# Forum prorogatum
Forum prorogatum – doktryna przyjmująca, że zgoda państwa na poddanie sporu pod rozstrzygnięcie sądowe nie musi być wyrażona wyraźnie wprost, może wynikać z podjętych przez nie czynności procesowych. Doktryna ta była przyjęta w praktyce działania Stałego Trybunału Sprawiedliwości Międzynarodowej. Stosowana jest także w praktyce Międzynarodowego Trybunału Sprawiedliwości.